# IC 696
IC 696 је спирална галаксија у сазвјежђу Лав која се налази на листи објеката дубоког неба у Индекс каталогу.
Деклинација објекта је + 9° 5' 57" а ректасцензија 11h 28m 39,9s. Привидна величина (магнитуда) објекта IC 696 износи 13,8 а фотографска магнитуда 14,4. IC 696 је још познат и под ознакама UGC 6477, MCG 2-29-34, CGCG 67-86, IRAS 11259+0922, PGC 35332.